# Charles Henry Dow
Charles Henry Dow (6 de noviembre de 1851 - 4 de diciembre de 1902) fue un periodista y economista estadounidense. 
Nació en Sterling, Connecticut, hijo de un granjero, su padre murió cuando él tenía 6 años. Para ayudar a su familia trabajó como obrero y a los 21 años como editor para el periódico “The Springfield Daily Republican”. Nunca terminó sus estudios superiores.
Posteriormente fue reportero de noticias en diferentes periódicos. Entró en la agencia de noticias Kierman donde conoció a su colega Edward David Jones que más tarde Dow como Jones la abandonan y en 1882 fundan junto a Charles Milford Bergstresser una agencia de consultores financieros llamada Dow Jones & Company.

## Wall Street Journal
Funda el prestigioso diario económico The Wall Street Journal y con el propósito de reflejar la salud económica del país en 1884 crean la primera media de valores bursátiles, con un cierre de once valores, de los cuales 9 de ellos eran empresas de ferrocarriles y 2 de empresas de fabricación. 
En 1887 vuelve a crear dos índices bursátiles, uno formado por las mayores 12 empresas industriales, el Dow Jones Industrial Average (DJIA) (actualmente compuesto por 30 valores) y otro llamado Dow Jones Railroad Average con 22 compañías del sector de ferrocarriles (ahora lo forman tan solo 20 valores del sector de transporte del ferrocarril, terrestre y aéreo), al que más tarde se modificó su nombre por índice de transportes, Dow Jones Transportation Average (DJTA).
Charles Henry Dow utiliza una serie de principios para entender y analizar el funcionamiento de los mercados financieros donde dejó escritas en unas 255 notas editoriales que fueron publicadas entre 1900 y 1902 en el Wall Street Journal. Dow fallece en 1902 en su casa de Brooklyn, Nueva York. 
Tras su fallecimiento, Nelson en 1903 recopila sus editoriales en un libro denominado "El ABC de la Especulación con Valores", más tarde fueron conocidos como Teoría de Dow y han supuesto el inicio y el fundamento del análisis gráfico y análisis técnico.